# يوهان فولفغانغ فرنك
يوهان فولفغانغ فرنك (بالألمانية: Johann Wolfgang Franck)‏ هو ملحن ألماني، ولد في 17 يونيو 1644 في اونترشفآنينغن في ألمانيا، وتوفي في 1710 في لندن في المملكة المتحدة.

## وصلات خارجية
- يوهان فولفغانغ فرنك على موقع ميوزك برينز (الإنجليزية)
- يوهان فولفغانغ فرنك على موقع ديسكوغز (الإنجليزية)